# Budnarjeva muzejska hiša
Budnarjeva muzejska hiša se nahaja v Zgornjih Palovčah  v občini Kamnik. Starost hiše je ocenjena na 370 let, temelji hiše pa na 500 let. Obnovljena in spomeniško zaščitena Budnarjeva domačija je v lasti občine Kamnik, z njo pa upravlja Turistično društvo Kamn'k. Domačija nosi ime po zadnjem lastniku, Cvetu Budnarju. 
Danes je hiša živi muzej, ki s svojo več sto let staro podobo ohranja izročilo starih kmečkih hiš in preprostega načina življenja na vasi. Namenjena je vsem obiskovalcev, ki jih zanima spoznati preteklost ter se poučiti o domačih običajih.  

## Zgodovina
Marija Budnar – Mici v svojih spominih v knjigi Ive Šubelj Tako so živeli in kuhali omenja, da je domačija prišla v last Budnarjevih že pred letom 1801. Na to še danes spominja letnica vrezana v tram v hiši. Od kot ta letnica in zakaj ni znano.  Kot lastnina nad Budnarjevo domačijo oziroma Pr' Matjaž kot se reče po domače pa se prvič v zemljiški knjigi omenja leta 1874.
Johan Budnar in Frančiška Košir se leta 1874 poročita in imata pet otrok.  Domačijo dobi sin Janez, ki se  zaradi potrebnega denarja za obnovo odpravi v Ameriko. Vendar mu obljubljena dežela ni omogočila vrnitve. Hiša ostane prazna. Najmlajši Jernej je pri svojih štirih letih odšel služiti v dolino. Leta so minevala in tam se je navadil na sosedo Nežo. Bilo ji je 18 let, njemu 21. Vzela sta se in se leta 1912 vrnila v že zapuščeno in 16 let nenaseljeno ter dotrajano hišo. Ko sta prestopila hišni prag, se je poden lomil pod nogami, slamnata streha je puščala, pa vendarle sta v tej hiši našla dom.
Družinske slike Budanarjevih s širokim robom visi na steni v hiši nad špampetom. Poročna slika Jerneja in Neže je v sredini, obkrožajo ju slike odraslih otrok, sedmih fantov in Marije – Mici.
Prvi otrok Janez Ivan se rodi februarja – bilo je sonce pri hiši. Ime je dobil po dedku, zadnji sin France pa po babici Frančiški, Drugi sin Feliks je prinesel srečo in Cveto – Florjan naj bi varoval hišo pred ognjem. Blaž je poskrbel, da ogenj pri hiši ne bi ugasnil. Na vseh vernih duš je bil sin Stane. Nato imeni Jožef in Marija. Velika družina, je potrebovala veliko kruha.
Konec leta 1960 je komisija v okviru Kamniškega muzeja predlagala, da se hiša spomeniško zaščiti. Zavod za varstvo kulturne dediščine v Kranju in Kulturna skupnost Kamnik sta se zavzela, da se jo ohrani kot etnološki spomenik. Tako je zadnji  lastnik domačije, Florjan – Cveto Budnar leta 1986 prodal Kulturni skupnosti Kamnik. Dve leti kasneje se je začela obnova. 
Leta 1998 se je hiša odprla in oskrbnica  je postala Iva Šubelj, ki je postavila predmete in hišo na takšen način, kot danes vidimo. Skrbno je beležila spomine in zgodbe ljudi ter jo zapisala v knjigi z naslov -  Tako so živeli in kuhali.  Od leta 2005 s hišo upravlja Turistično društvo Kamn'k.

## Prostori v Hiši
Mala vrhhlevna, delno pozidana in delno lesena hiša, je prislonjena v breg tako, da je gank z južno fasado vedno obsijan s soncem. Domačija predstavlja stegnjeni dom takratnega srednje velikega kmeta. Prvotno je imela hiša le dva prostora; hišo in vežo s črno kuhinjo, kasneje so ji dodali še kamro, tako ista streha združuje bivalni del in gospodarsko poslopje. 

### Črna kuhinja
Črna kuhinja je danes najstarejši prostor hiše. Vanjo vstopimo pod preprostim lesenim kostanjevim obokom. Dim se še danes vali po prostoru, smola se lepi na strop in stene. Ognjišče je povezano s pečjo v hiši. Ob ognjišču so priprave in orodja za peko in kuhanje.  Pod kamnitim velbom so okrogle palice, na katerih se pozimi v dimu sušijo klobase in meso. Sestavni del ognjišča je tudi vzidan svinjski kotel na katerem so kuhali hrano za živino. Glavna svetloba prihaja skozi zatemnjeno okno ali odprta vrata. 

### Hiša
Hiša je glavni prostor, v katerem je družina jedla, opravljala dnevna dela in spala. V tem prostoru so se ljudje rojevali, hranili in umirali, v mrzlih dneh opravljali različna gospodarska in gospodinjska dela. Notranja ureditev je značilna za slovensko kmečko hišo z zelo skromno opremo. Ko vstopimo, najprej ugledamo javorjevo mizo, vpeta med mala okna, pod bogkovim kotom. Za vrati stoji krušna peč, okoli nje pa lesena klopca, kjer se v zimskih časih lahko ogrejemo. Zraven peči je postavljena mentrga za mesiti kruh ter shranjevanje stočnic. Tla v hiši so lesena, prav tako stene, ki so ometane in pobeljene.

### Gospodarski prostori
Kletni prostori so grajeni iz kamna, stene niso ometane in vsak prostor ima vhod iz zunaj. Najmanjši prostor se imenuje kevder je služil za shranjevanje okopavnin, drugi nekoliko večji, je bil listnjak in tretji ovčjak. Kasneje so prizidali še štalo s podom. Danes so prostori malo prilagojeni   muzeju. V štali je danes sodobni razstavni prostor, kjer se mesečno odvijajo fotografske in druge razstave, medtem ko je listnjak dobil funkcijo toaletnega prostora.